# Линёвка (Оренбургская область)
Линёвка — село в Соль-Илецком районе Оренбургской области России. Административный центр Линёвского сельсовета.

## Население
| 2010 |
| ---- |
| 1307 |

По переписи 2010 года в селе проживало 292 русских (22 %), 706 татар (54 %), 264 казаха (20 %), 13 башкир (1 %), 7 украинцев (0,5 %).

## История
Село было заложено в 1811 году. Первоначальное название — Линевское (от слова линия). Название объясняется тем, что с этого села в 1822 г. началось строительство Новоилецкой линии крепостей. Однако местные жители объясняют название тем, что недалеко от села есть озёра Большое Линёво и Малое Линёво, в которых водятся лини. Возможно, озёра стали называться так по названию села.
В 1962 году в селе было введено в строй новое здание участковой больницы.
Также недалеко от села находится месторождение кирпичных глин (4 км северо-восточнее Линёвки).
До революции 1917 года в Линёвке была начальная школа, помещавшаяся в двух небольших домах. Эти дома не сохранились. Только в 1937 году к крестьянскому банку была сделана пристройка, и была открыта семилетняя школа. В 1952 году школа была реорганизована в среднюю. В 1966 году колхоз имени XXI съезда КПСС построил новую школу.
В 2008 году в Уральске было подписано соглашение между Правительствами Российской Федерации и Республики Казахстан о порядке пересечения российско-казахстанской государственной границы жителями приграничных территорий. Этот документ предусматривает открытие мест упрощённого пропуска через границу. Такой пункт открылся и вблизи села Линёвка.
По соседству с пограничной заставой в Линёвке стоит мечеть, построенная в 2000-е годы на пожертвование сельчан.
Естественным рубежом, разделяющим казахстанский посёлок Чингирлау и село Линёвка, является река Илек. Раньше линёвцы почти каждый год на реке строили мост для хозяйственных нужд (со станции Чингирлау транспортировали зерно, получали стройматериалы, топливо, возили ГСМ и т. д.). Однако распад СССР привёл к разрыву единых экономических связей, и мост между на реке больше не строится. Но отсутствие моста не повлияло на миграцию населения между Линёвкой и Чингирлау. Население перебирается через реку пешком, а грузы переправляют на лодке.